# ТЕС Хассі-Месауд-Захід
ТЕС Хассі-Месауд-Захід – теплова електростанція на північному сході центральної частини Алжиру, одна з кількох розташованих в районі гігантського нафтового родовища Хассі-Месауд (поряд з ТЕС Хассі-Месауд-Північ, Хассі-Месауд-Південь та новою ТЕС Хассі-Месауд).
Контракт на спорудження елестростанції отримала у 1995 році італійська компанія Nuovo Pignone (належить концерну General Electric). В 1999-2000 роках на площадці ТЕС ввели в експлуатацію три встановлені на роботу у відкритому циклі газові турбіни типу MS 9001E потужністю по 123 МВт (за іншими даними – по 110 МВт), а у 2003-му їх доповнили четвертою.
В 2012 році на площадці станції додатково встановили чотири мобільні газові турбіни виробництва компанії Pratt & Whitney типу FT8 потужністю по 17 МВт.
Станція споживає природний газ, який отримує по перемичці від системи Алрар – Хассі-Р'Мель.